# 宋継白
宋継白(송계백、1896年 - 1922年)は韓国の独立運動家。

## 生涯
平安南道平原郡出身。普成中学校を1915年に卒業して、日本に留学して早稲田大学で修学した。学生時代の1919年に三・一運動の口火になった東京での二・八独立宣言に11人代表の一人として参加した。
同年1月に開催されたパリ講和会議で国際情勢の変動が予見された中、1918年末から日本留学生の間では独立運動実行に対する雰囲気が高まった。彼らは宋継白を含めて崔八鎔と金度演など11人の実行委員を先任して独立宣言計画を推進した。
1919年1月初にこれら留学生の代表として国内に密派されて重要な役目を果たした。目的は李光洙が作成した独立宣言書を印刷可能な活字と運動資金を求めるのであった。宣言書を絹切れに書いて、学生服の中に縫い付け、隠して国内に忍び込んだ後普成中学校校長崔麟と1年先輩の玄相允を通じて崔南善・宋鎮禹などに会って挙事計画を知らせて論議し、鄭魯湜には運動資金の協助を受けた。
2月8日午後2時に朝鮮キリスト教青年会館で独立宣言書が朗読され、宋継白を含めた宣言書署名者9人は日本警察に逮捕され、禁固刑を宣告された。彼は禁固7ヶ月15日刑を言い渡され、1922年初に25歳で病死した。
1962年に建国勲章独立章が追贈された。

## 参考サイト
- 大韓民国国家報勲処, 이 달의 독립 운동가 상세자료 - 송계백, 1999년[リンク切れ]
- 네이버 캐스트 : 오늘의 인물 - 송계백[リンク切れ]